# Berlins Most Wanted
Berlin's Most Wanted (BMW) è un gruppo rap underground di Berlino che è stato fondato dal rapper Bushido, Bass Sultan Hengzt e King Orgasmus.
Il gruppo non ha annunciato fino ad oggi nessuna separazione ufficiale, sebbene ci sono stati differenze personali tra gli artisti. Due dei tre artisti hanno formato la loro propria etichetta: ersguterjunge (di Bushido) e Amstaff (di Bass Sultan Hengzt). 
King Orgasmus fu l'unico dei tre artisti che rimase da solo nel´ etichetta I Luv Money Records.
Nel 2005, dichiarò Bass Sultan Hengzt, che Bushido non era più membro del gruppo BMW (anche se la formazione in quel periodo era inattiva) e presentò Godsilla come nuovo membro del gruppo.
Nel 2007 Bass Sultan Hengzt ha annunciato la fine della sua carriera da rapper, ma promise in un'intervista ai suoi fans che avrebbe pubblicato un album BMW.
Nel mese di agosto del 2010, Bushido si fece proteggere dal´Ufficio tedesco brevetti e marchi il nome "Berlin's Most Wanted". Oggi il gruppo è composto da Bushido, Fler e Kay One.

## Discografia
- 1998 - King Orgasmus - Sexkönig
- 2000 - King Orgasmus - Es gibt kein Battle
- 2000 - I LUV MONEY Sampler
- 2001 - Bushido - King of KingZ
- 2001 - D-Bo - Deutscha Playa
- 2001 - King Orgasmus - Tag der Abrechnung
- 2002 - King Orgasmus & Bass Sultan Hengzt - Berlin bleibt hart
- 2006 - Bass Sultan Hengzt - Berliner Schnauze
- 2006 - King Orgasmus - OrgiAnal Arschgeil
- 2006 - Godsilla - Massenhysterie
- 2007 - Bass Sultan Hengzt - Der Schmetterlingseffekt
- 2007 - Godsilla - City of God
- 2010 - BMW - Berlins Most Wanted